# Castell de l'Oluja Baixa
El castell de l'Oluja Baixa és un edifici de les Oluges declarat bé cultural d'interès nacional.

## Descripció
El castell de l'Oluja Baixa, que respon a la tipologia de castell-palau del segle xvi, està situat a la plaça Major del municipi. La seva estructura constructiva es veu clarament dividida en dos cossos, la torre de defensa i la zona utilitzada en un primer moment com habitatge. Aquest últim cos, situat a la part dreta, està format per planta baixa, primer i segon pis, i les golfes, exceptuant la porta d'accés al recinte, que únicament presenta planta baixa i que al seu interior hi devia haver el pati d'armes. La portalada principal està formada per un arc de mig punt amb grans dovelles de pedra, mentre que la resta del mur presenta carreus irregulars formant un paredat. A banda i banda d'aquesta portalada principal, ens apareixen dues espitlleres per arma de foc, mentre que a la part superior de la porta hi apareix l'escut heràldic de la familia promotora de la construcció del castell.

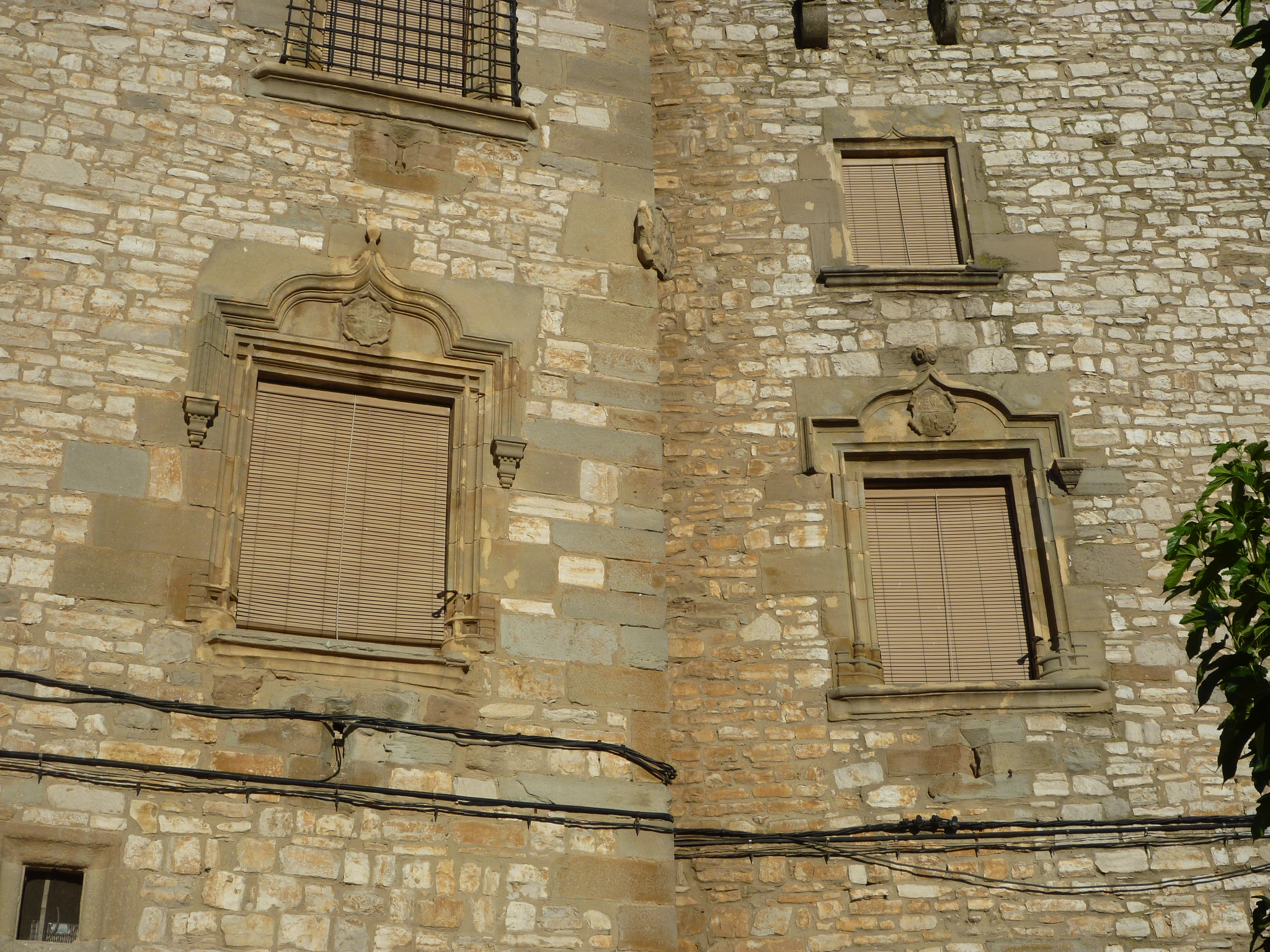
Finestres motllurades

Situada al costat esquerre, observem una altra porta d'accés d'arc de mig punt rebaixat, de menors dimensions i amb un treball més rudimentari. Per sobre d'aquesta s'aixeca l'edifici destinat a habitatge en el que destaquen una finestra amb guardapols motllurat de línia conopial amb elements decoratius renaixentistes i un escut central a la llinda. Ja a la part més elevada d'aquest cos de l'edifici ens apareixen les golfes, que presenten quatre obertures també amb arc de mig punt, per sota de les quals ens apareix les restes d'un antic matacà.
Finalment d'aquest casal en destaca la torre quadrada, amb carreus a les cantoneres, amb una estructura en alçat de quatre pisos, dels quals en destaca la finestra situada al primer pis, que presenta la mateixa decoració que la que trobem al cos de l'habitatge. La porta d'accés situada a la part inferior de la torre és posterior a la seva edificació, ja que la porta original d'accés està situada al mur lateral de la dreta, adossat al cos de l'habitatge, i està situada a una certa altura per qüestions de defensa.

## Història
El castell de l'Oluja Baixa, anomenat també Castell d'Oluja Jussana, està documentat des del 1072. Els comtes de Cerdanya tingueren en un principi l'alt domini del castell. A ells Guerau Ponç prestà jurament de fidelitat pel "castello de Vulvuga" en una data compresa entre 1072 i 1095.
L'església de "Uvuiga" fou confirmada el 1150, a l'església de Solsona, pel papa Eugeni III.
De l'indret sorgí un llinatge homònim, alguns membres del qual són ja documentats a l'inici del segle xii i els quals varen tenir una destacada intervenció en la vida política dels segles xii i xiii, participant en moltes empreses bèl·liques com la conquesta de Lleida. Alhora, alguns membres de la nissaga foren de l'orde del Temple.
En els fogatges del segle xiv ja apareix documentat que l'antic terme del castell d'Oluja era dividit en dues parts, l'Oluja Sobirana i l'Oluja Jussana. El 1358 Galceran d'Oluja tenia 56 focs "in locis d'Uluja Sobirana" i llocs veïns, mentre que Pere d'Oluja tenia 19 focs "dicti loci et assecuravit pro eo G. Solsona baiulus d'Oluja jusana", a la vegada que Arnau d'Oluja posseïa 23 focs "in loco de Castro novo d'Uluja". Els fogatges de 1381 assenyalen: "Castell Nou Duluja: den P. Duluja donzell".
Durant la guerra civil catalana, l'any 1462 els propietaris del castell, la família de Pere Ramon d'Oluja foren partidaris de Joan II i hostatjaren el seu fill Ferran, el futur rei Catòlic, que hi passà llargues estades.
En el segle xvi el castell fou convertit en un gran palau senyorial d'inspiració renaixentista, tot deixant l'antiga estructura exterior.
Al segle xvii la jurisdicció criminal del terme de les Oluges era del rei. Al llarg del temps la propietat passà per diverses famílies com els Agulló o el Vega. El 1831 els senyors de les dues demarcacions de les Oluges foren els Rocafort. Els últims propietaris van ser la família de l'escriptor Manuel de Pedrolo. L'edifici ha funcionat com a escola i recentment ha estat adequat com a Casa de la Vila.